# Новопетропавловська сільська рада (Далматовський район)
Новопетропа́вловська сільська рада (рос. Новопетропавловский сельский совет) — сільське поселення у складі Далматовського району Курганської області Росії.
Адміністративний центр — село Новопетропавловське.
Населення сільського поселення становить 1390 осіб (2017; 1518 у 2010, 1813 у 2002).

## Склад
До складу сільського поселення входять:
| Населений пункт           | Населення, осіб (2002) | Населення, осіб (2010) |
| ------------------------- | ---------------------- | ---------------------- |
| Ленінка, присілок         | 111                    | 30                     |
| Малиновка, присілок       | 356                    | 330                    |
| Новопетропавловське, село | 1346                   | 1158                   |